# كيري أندروود
كيري أندروود، (ولدت في 10 مارس 1983)، وهي مؤلفة ومغنية وملحنة وممثلة أمريكية. تجمع كيري أندروود بين موسيقى الريف والبوب. فازت بالموسم الرابع من البرنامج الشهير أمريكان آيدول بالولايات المتحدة الأمريكية عام 2005. ظهر أول ألبوم لها في نوفمبر 2005 بعنوان «بعض القلوب» (بالإنجليزية: Some Hearts)، وحصلت على جائزة «الأسطوانة البلاتينية» سبع مرات من RIAA. بيعت من هذا الألبوم سبعة ملايين نسخة وأصبح الألبوم الأكثر مبيعًا في أمريكا، ويعتبر أول ألبوم أغنية ريفية يحقق هذه المرتبة، ولقد احتلت ثلاثة من أغنياته المراكز الأولى حسب التصنيف الأمريكي والكندي وهم: جيسوس تيك ذا ويل، ويستد وبيفور هي تشيت. من ألبوم (بعض القلوب، وأصبح أفضل ألبوم مبيعًا لأول مرة في تاريخ الموسيقى الريفية).
أصدرت ألبومها الثاني كارنيفال رايد في 23 أكتوبر 2007، بيعت منه ثلاثة ملايين نسخة في الولايات المتحدة. نجحت كيري في بيع عشرة ملايين نسخة من خلال أول ألبومين لها. أصدرت ألبومها الثالث في 3 نوفمبر 2009 بعنوان "Play On"، وأذيعت أول أغنية من هذا الألبوم، كاوبوي كازانوفا (بالإنجليزية: Cowboy Casanova) في راديو الموسيقى الريفية وراديو ديزني فرنسا في 14 سبتمبر 2009. احتلت هذه الأغنية الصدارة وجعلت كيري من أفضل 10 فنانات للموسيقى الريفية في هذا العقد، تليها فيث هيل ومارتينا ماكبرايد.
وصلت مبيعات ألبومات «كيري» في مايو 2011 إلى 12 مليون نسخة، وأصبحت فنانة أمريكان آيدول الأكثر مبيعاً في الولايات المتحدة حتى أن مبيعاتها تخطت «كيلي كلاركسون»، ولكن ظلت كلاركسون فنانة أمريكان آيدول الأكثر مبيعًا في العالم حيث أن مجموع نسخ ألبوماتها بلغ 24.2 مليون نسخة مقابل 16 مليون نسخة لكيري أندروود.

## حياتها

### فترة شبابها
كيري أندروود هي ابنة ستيفن وكارول أندروود. ولدت في موسكو جي آن في أوكلاهوما، نشأت في مزرعة والديها في بلدة ريفية صغيرة تسمى شيكوتا بأوكلاهوما. ولديها أختان أكبر منها هما شانا أندروود مينز وستيفاني أندروود شيلتون، يعمل والدها في مصنع للورق أما والدتها فهي معلمة. بدأت الغناء في سن الثالثة عشر في الكنيسة المعمدانية. وشاركت كمغنية مناسبات محلية عديدة بشيكوتا منذ طفولتها. في عام 1996 تمت مفاوضات مع شركة تسجيل تدعى Capitol Records ولكنها باءت بالفشل عندما غيرت الشركة نشاطها.
حصلت كيري أندروود على الليسانس بشيكوتا في عام 2001. وبعد تخرجها من المدرسة الثانوية دخلت جامعة تاهليكوا (جامعة ولاية نورث إيسترن)، وتخرجت بعد حصولها على دبلوم في الاتصالات والصحافة بتقدير جيد عام 2006. خلال عامين غنت كيري في وسط نورث إيسترن بتاهليكوا، كما أنها شاركت في عدة مسابقات بالجامعة وفازت بلقب وصيفة عام 2004.

### نشاطات أخرى

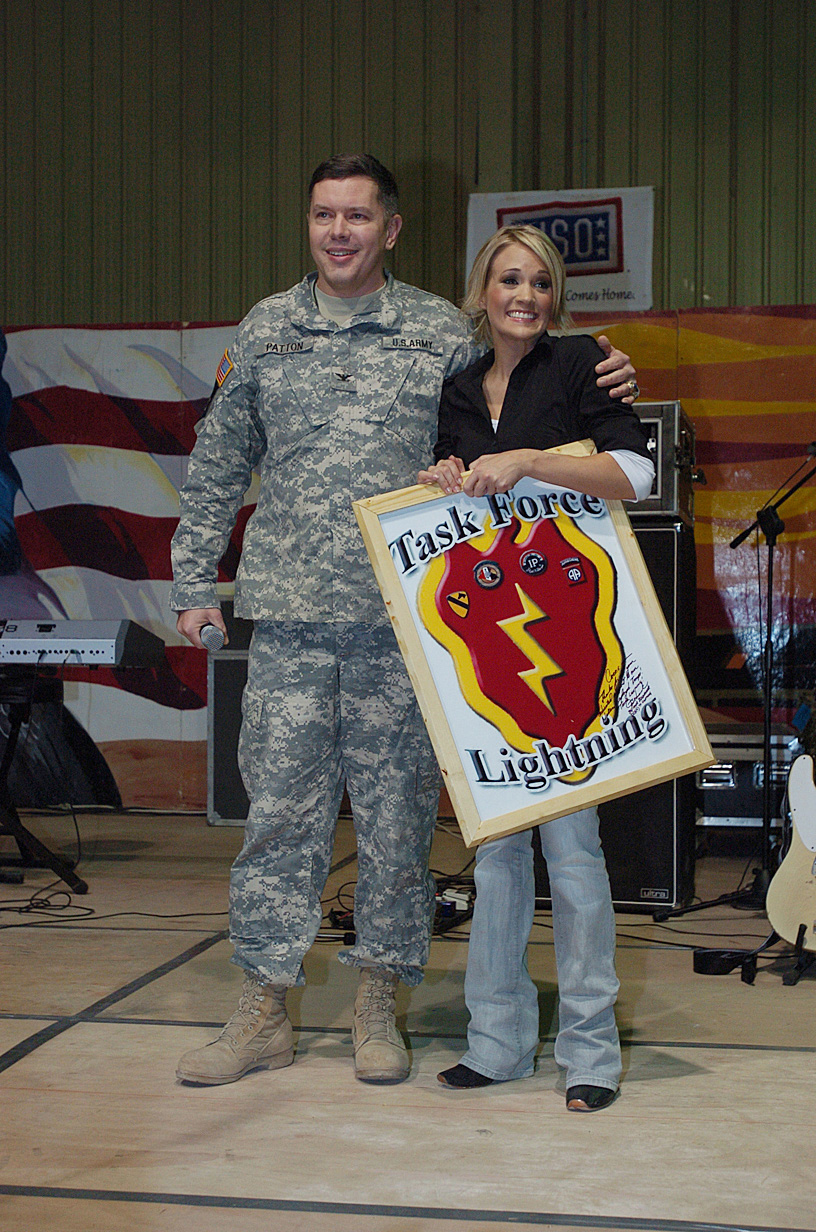
كيري أندروود تتلقى هدية من فرقة المشاة 25 (قوة مهام الصاعقة) بعد مرورها بتكريت في العراق في ديسمبر كانون الاول عام 2006.

بالإضافة إلى كونها مغنية، تستطيع كيري أيضًا العزف على الغيتار والبيانو، وقد قامت بعزف الغيتار أثناء أدائها لبعض الأغاني مثل: Don’t Forget to Remember Me و Inside Your Heaven، وقد استخدمت في ألبوماتها غيتار ماكفرسون.
تعشق كيري أندروود الحيوانات لذلك هي نباتية، توقفت عن تناول اللحم منذ سن الثالثة عشر لأنها لم تتحمل فكرة أن تتناول لحم أحد حيواناتها. صُنفت ضمن أفضل عشر شخصيات نباتية بواسطة ديركتويد "Directoïd". وانتخبت كيري بأنها أكثر شخصية نباتية جذابة في العالم من جمعية (الناس من أجل المعاملة الأخلاقية للحيوانات) PETA في عام 2007 للمرة الثانية، أما الأولى فكانت في عام 2005 بجانب مغني جولدبلاي كريس مارتن، في مقابلة عام 2007 مع جمعية (الناس من أجل المعاملة الأخلاقية للحيوانات) PETA قالت كيري اندروود: "منذ صغري وأنا أحب الحيوانات... لو قلتم لي بأنني لن أستطيع الغناء ثانية، سأقول بأنه شيء مرعب، ولكن هذه ليست حياتي. إذا قلتم لي بأنني لا أستطيع أن أكون ثانية بجانب حيواناتي، أريد الموت.".كيري أندروود مشاركة بجمعية الرفق بالحيوان التابعة للولايات المتحدة. بالإضافة إلى ذلك، أعلنت كيري حملة للخدمة العامة لحساب جمعية الرفق بالحيوان باسم «إحم حيواناتك الأليفة» (حماية الحيوانات الأليفة الخاصة بك)، الجدير بالذكر أن هذه الحملة غير ربحية.

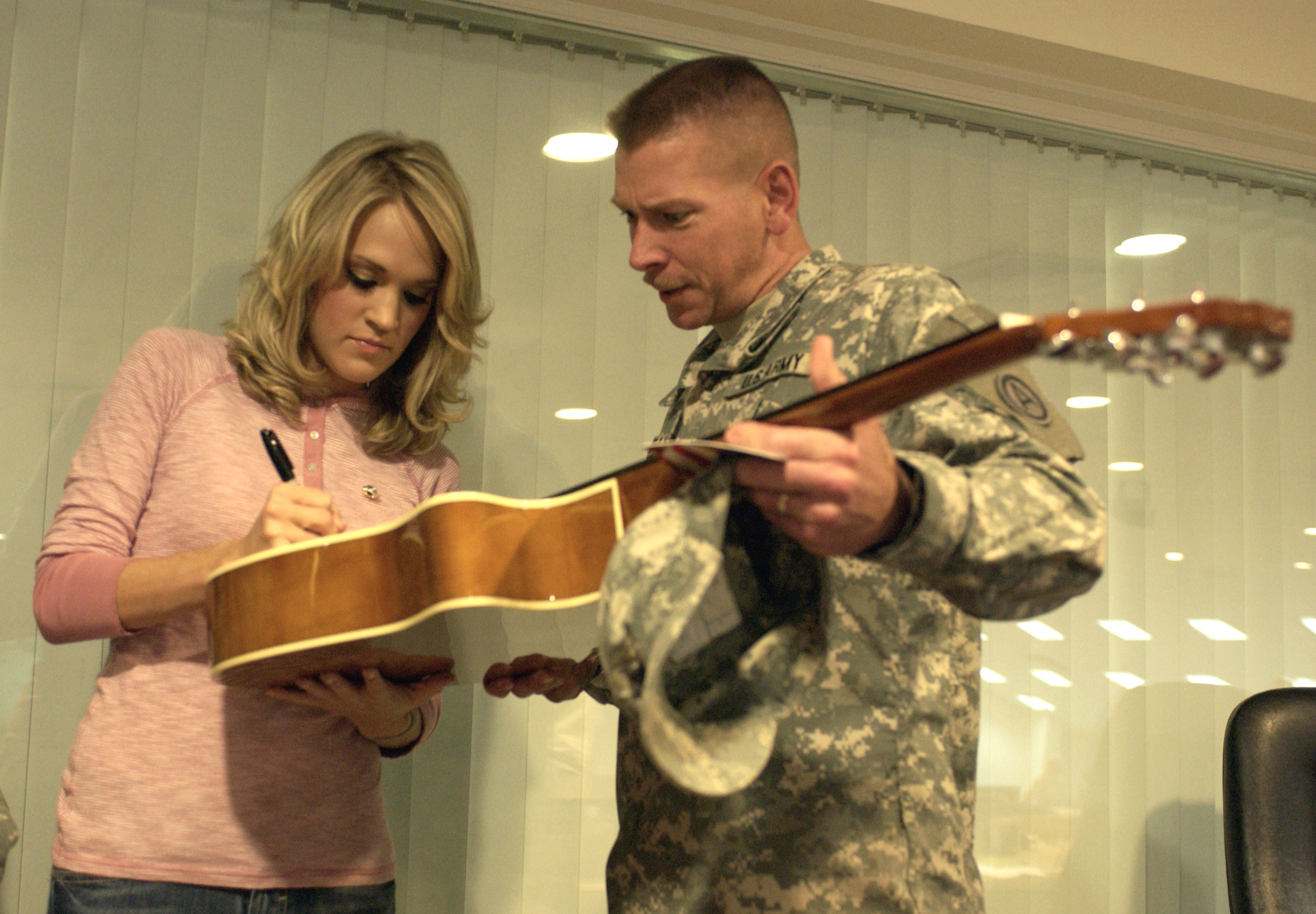
كاري تمضي على غيتار الرقيب ريكي باكي في الكويت 13 ديسمبر 2006

كما قدمت كيري أندروود صوتها لصالح البحوث ضد السرطان وبثت أغنية لها يوم 5 سبتمبر 2008 على كل من القنوات الآتية: ABC، CBS و NBC  وشاركها في هذه الأغنية "Just Stand Up " كل من: بيونسيه، ليونا لويس، شيريل كرو، فيرغي، مايلي سايرس، ماري جي بلايج، ريانا،مليسا اثريدج، آشانتي (المغنية)،ناتاشا بدنجفيلد، كيشيا كول، سيارا (مطربة)،ليان رايمز. وكانت مبيعات الأغنية في صالح جمعية التصدي للسرطان (SU2C). ونتيجة لجهودها جمعت التبرعات للجمعية العلمية الاستشارية SU2C، التي تشرف عليها الجمعية الأميركية لأبحاث السرطان وخصصت لها 73600000 دولار لعمل جديد على أحدث الأبحاث العلمية.

قال مواطن من شرق أوكلاهوما أنها شاركت في كتابة أغنية مخصصة لمسقط رأسها «شيكوتا» باسم "I Ain't in Checotah Anymore". في ديسمبر 2005، أصبح اسم عائلة أندروود «اوكلاهومان»، نسبة لمسقط رأسهم، ووفقا لمجلة أوكلاهوما اليوم. كيري أندروود شاركت في جولة عيد الميلاد في العراق والكويت خلال موسم العطلات من عام 2006 للقوات الأمريكية.

أظهرت كيري اهتماما كبيرا بالرياضة. في عام 2005، غنت النشيد الوطني الأمريكي في المبارة الرابعة من نهائيات الدوري الأميركي للمحترفين بين سان أنطونيو سبيرز وديترويت بيستونز، وأيضًا في عام 2006. كما أنها غنت النشيد الوطني الأمريكي في نهائي المؤتمر الوطني لكرة القدم بين سياتل سي هوكس وفريق كارولينا بانتر في عام 2006، وكذلك في 28 مايو 2006 خلال سباق الناسكار كأس كوكا كولا 600، وفي مباراة ستار ملب بيتسبرغ والمباراة الثالثة من سلسلة البيسبول في العالم عام 2007 بين بوسطن ريد سوكس وكولورادو روكيز 27 أكتوبر 2007 في دنفر. في 2007، حضرت كيري مباراة المنتخب الوطني للهوكي بين فريق ناشفيل بريداتور وكولومبوس بلو جاكتس بجانب كيلي بيكلر وتايلور سويفت. وأيضا في مباراة أخرى بين لوس أنجلس كينغز وإدمونتون أويلرز. كما شاركت في النسخة ال17 من مدينة مشاهير الامل "City of Hope Celebrity" ببطولة البيسبول في ناشفيل لصالح الأبحاث عن الأمراض المستعصية. وأيضا شاركت في 8 يونيو 2008 و 11 يونيو 2011 في النسختين ال18 و 19 من مدينة مشاهير الأمل.

### حياتها الخاصة
غنت كاري أندروود في الشوط الثاني من مباراة كرة القدم في يوم عيد الشكر في عام 2006 في استاد تكساس في ايرفينغ، حضرت حفلة لاعب الوسط في فريق الكاوبوي دي دالاس توني رومو،  في أبريل 2007، وفي 15 مايو 2007 رافقها إلى أكاديمية جوائز موسيقى الريف. على الرغم من أنها كانت تنفي دائما علاقتها به. أكد رومو علاقتهما العاطفية. كتب رومو على موقعه على الإنترنت: «... أنا مع كاري أندروود». وصرح أيضا لصحيفة في ولاية إيلينوي أنهما يخرجان معا. في أغسطس 2007، شوهدت كيري مع الممثل شاس كروفور في المسلسل الأمريكي «جوسيب جيرلز» في 4 أكتوبر 2007، كشفت مجلة بيبول صورة لشاس وكيري وهما مشابكان أيديهما في نيويورك. لكنهما وضعا نهاية لعلاقتهما في خريف 2008. التقت كيري لأول مرة في 21 مارس 2008 مع لاعب هوكي الجليد للفريق الأمريكي ناشفيل بريداتورز «مايك فيشر»، عندما ذهب وراء الكواليس للحديث معها بعد أن غنت في حفل بمدينة أوتاوا. بعد إعلان خطوبتهما في ديسمبر 2009، أعلنت كيري يوم زفافها في 12 يناير 2010. لكنهما غالبا ما يعيشان بعيدا عن بعضهما البعض، تقول كيري: "نعيش بعيدا عن بعض لفترة من الوقت، حتى يوقف واحد منا عمله، وهذا البعد لا يدمر علاقتنا، نحن على ثقة تامة ببعضنا. "وقالت إنها تريد الزواج في مكان خارج الولايات المتحدة، على سبيل المثال في قصر في فرنسا. بعد ظهورهم معا في حفل CMT في يونيو 2010، قالت كيري أندروود أن فيشر يخطط بشكل مفاجئ لشهر العسل بعد الزفاف في فصل الصيف. في 10 يوليو 2010، تزوجت كيري أندروود مايك فيشر في فندق ريتز كارلتون بمنتجع في رينولدز مزرعة في غرينسبورو بجورجيا، مع أكثر من 250 ضيف من بينهم لاعبين من أعضاء مجلس الشيوخ بأوتاوا، تيم ماكجرو، فيث هيل، غارث بروكس، ومرشحين أمريكان أيدول وبعض القضاة مثل بولا عبدول وسايمون كاول وراندي جاكسون. صرح الزوجين إلى مجلة بيبول:«لا يمكن أن نكون أكثر سعادة من وجودنا مع بعضنا البعض ومشاركة هذا اليوم مع أصدقائنا وعائلاتنا وهذا يعني الكثير لنا!».من خلال مجلة بيبول صنعت مونيك لوييه لكيري أندروود فستانا من الدانتيل والأورجانزا الحرير وهي أيضا من صنعت فساتين الوصيفات. ارتدت أيضا كيري تاجا مرصع بأكثر من أربعين قيراط من الألماس هدية من خطيبها. تضمن الحفل الموسيقى الكلاسيكية وبعض الآيات المفضلة للزوجين من الإنجيل. غادر الزوجين في 12 يوليو 2010 لقضاء شهر العسل في تاهيتي في بولينيزيا الفرنسية.

## مسيرتها الفنية

### أميركان أيدول
خلال صيف عام 2004، أجرت كيري اختبارا للأمريكان أيدول في سانت لويس بولاية ميزوري. عندما أجرت كيري الاختبار، لم تكن المغنية باولا عبدول "عضو لجنة التحكيم" موجودة، ولم يتبق سوى الأعضاء الآخرين، سايمون كاول وراندي جاكسون، قرارهما هو الذي أدخل كيري المسابقة. بدأ العرض في 22 مارس 2005. وفي أول حفل غنت كيري أغنية "قلب وحيد (بالإنجليزية: Alone de Heart). بعد قبولها، توقع سايمون كويل أنها ستفوز ليس فقط في المسابقة، ولكنها أيضا سوف تبيع تسجيلات أكثر من الفائزين في النسخ السابقة من البرنامج. دائما ما كانت تحصل كيري على التصويتات الأسبوعية. في 25 مايو 2005 فازت كيري بالموسم الرابع من أمريكان أيدول. في العام التالي غنت أغنية "جيسوس تيك ذا ويل " (بالإنجليزية: Jesus, Take the Wheel)، وفي الموسم السادس من أمريكان ايدول غنت أغنية "ويتسد" (بالإنجليزية: Wasted) في مارس 2007. وغنت أيضا مع كيلي كلاركسون ورسكال فلات واخرين أغنية "سأبقى إلى جانبك" (بالإنجليزية: I'll stand by you) في حفلة ايدول جيف باك. وفي الموسم السابع غنت كيري أغنية لجورج مايكل "براينغ فور تايم" (بالإنجليزية: Praying for time)، كما غنت في النهائي أغنيتها "لاست نيم" (بالإنجليزية: Last Name) في 21 مايو 2008. سجلت كاري أغنية هوم سويت هوم، التي تباع فقط على أي تيونز وكل أرباحها تم التبرع بها إلى منظمة حقوق الحيوان وجمعية الرفق بالحيوان في الولايات المتحدة. وغنتها أيضا في نهاية الموسم الثامن من أمريكان أيدول في 19 مايو 2009.

#### الأغاني التي غنتها في برنامج أمريكان ايدول
| الأسبوع              | الموضوع                                                                 | الأغنية                                                            | المغني الأصلي                                      | النتيجة |
| -------------------- | ----------------------------------------------------------------------- | ------------------------------------------------------------------ | -------------------------------------------------- | ------- |
| النصف النهائي الأول  | اختيار المتسابق                                                         | Could've Been                                                      | تيفاني                                             | تقدمت   |
| النصف النهائي الثاني | اختيار المتسابق                                                         | Piece of My Heart                                                  | جانيس جوبلين                                       | تقدمت   |
| النصف النهائي الثالث | اختيار المتسابق                                                         | Because You Love Me                                                | جو دي ميسينا                                       | تقدمت   |
| Top 12               | اغنية لعام 1960                                                         | When Will I Be Love                                                | ذا ايفرلي برازرز                                   | تقدمت   |
| Top 11               | Alone                                                                   | بيلبور رقم 1                                                       | فريق هرت                                           | تقدمت   |
| Top 10               | اغنية لعام 1990                                                         | Independence Day                                                   | مارتينا ماكبرايد                                   | تقدمت   |
| Top 9                | كلاسيك لبرودواي                                                         | Hello Young Lovers                                                 | ديبورا كير                                         | تقدمت   |
| Top 8                | اغنية من عام ولادة المتسابق                                             | Love Is a Battlefield                                              | بات بيناتار                                        | تقدمت   |
| Top 7                | موسيقى رقص تعود لعام 1970                                               | MacArthur Park                                                     | دونا سمر                                           | تقدمت   |
| Top 6                | القرن الواحد والعشرين                                                   | When God-Fearin' Women Get the Blues                               | مارتينا ماك بيرد                                   | تقدمت   |
| Top 5                | ليبر وستولر -بيلبورد الحالي                                             | Trouble-Bless the Broken Road                                      | الفيس بيريسلس - راسكال فلات                        | تقدمت   |
| Top 4                | موسيقى الريف- جامبل وهاف                                                | If You Don't Know Me By Now-Sin Wagon                              | هارولد ميلفن وذا بلو نوت-ديكسي تشيكس               | تقدمت   |
| Top 3                | اختيار من كليف دافيس واختيار من المتسابق واختيار من الحاكم راندي جاكسون | Crying-Making Love out of Nothing at All-Man! I Feel Like a Woman! | روي اوربيسون واير سابلاي وشنايا توين               | تقدمت   |
| Top 2 (النهائي)      | اغنية فردية لايدول-اختيار المتسابق-اختيار المنتج                        | Inside Your Heaven-Independence Day-Angels Brought Me Here         | كيري اندروود وبو بيس-مارتينا ماك بيرد-جاي سباستيان | ربحت    |

### إصدارات موسيقية
- في عام 2005 أصدرت ألبوم «بعض القلوب» (بالإنجليزية: Some Hearts)
- في عام 2007 أصدرت ألبوم «كارنفال رايد» (بالإنجليزية: Carnival Ride)
- في عام 2009 أصدرت ألبوم بلاي أون (بالإنجليزية: Play On)
- في 12 يناير 2018 أصدرت ألبوما بعنوان «البطل» (بالإنجليزية: Tha Champion) [47]، ويحتوي على أغنية بوب واحدة من 3 دقائق و 43 ثانية، تشترك فيها مع الفنان «لوداكريس».

### مهنتها كممثلة
إلى جانب أدائها لأغنيات فيلمين سينمائيين، مثلت كيري للمرة الأولى في المسلسل الأمريكي «كيف تعرفت إلى والدتكما» (بالإنجليزية: How I met your mother) الذي ذيع على قناتي CBS. كما حصلت كيري على دور رئيسي فردي في فيلم سول سيرفر (بالإنجليزية: Sour Surfer) للمخرج والمنتج «سين ماكنامارا»، ويروي الفيلم الذي عرض في عام 2010 قصة راكبة الأمواج المحترفة بيثاني هاملتون. وظهرت أيضا بشخصية هزلية في مسلسل «شارع سمسم، 1» (بالفرنسية: Rue Sésam, 1) الذي عرض على قناة PBS في العام 2010، حيث ظهرت كيري في أربع حلقات في 11 فبراير و17 مارس و8 و26 أبريل، وظهرت مع متسابق الدراجات جيف غوردون(الذي يشبه مغني موسيقى الريف براد بيسلي).

## شهرة وتكريم
بعد نجاحها في أمريكان أيدول، تصدرت كيري صفحات مجلة إل  ومجلة كوزمابولتين في فبراير 2010 ومجلة الور  في أبريل 2010 للاحتفال بالعدد الثاني عشر بالولايات المتحدة. ظهرت كيري على غلاف مجلة "حوليات العام وكتاب الحقائق (بالإنجليزية: The World Almanac and Book of Facts) مع رئيس الولايات المتحدة الأمريكية باراك أوباما وزوجته ميشيل، ومع لاعب البايسبول بفريق وايت سوكس مارك بوهرل. في عام 2007، صنفتها آسكمن في المرتبة 62 من ضمن 100 امرأة جميلة في العالم وفي عام 2009 حصلت كيري على المركز 42.
في 22 أكتوبر 2008، رُفع الستار عن تمثال من الشمع لكيري أندروود في متحف مدام توسود في تايمز سكوير في نيويورك. بدأ صنع هذا التمثال عندما اجتمع فريق من الفنانين باستوديو متحف مدام توسو مع كيري أندروود للتعارف عليها. شاركت كيري بكل حماس في عملية صنع وجهها بالشمع. لم تكن فقط كيري تقضي أكثر من ساعة مع الفنانين في الاستوديو بل أعطتهم أيضا نسخة طبق الأصل من فستان ارتدته لعام 2006 في حفل جوائز CMA، عندما لقبت ب «مطربة العام». وقال جانين ديجيياشينو الرئيس التنفيذي لمتحف الشمع مدام توسو في نيويورك وواشنطن:«نحن سعداء أن كيري كانت قادرة على الانضمام إلينا اليوم لتكشف عن شخصيتها. أنها ليست فقط نجمة حسنة النية مع المعجبين في جميع أنحاء العالم، لكنها أيضا امرأة شابة سخية بشكل لا يصدق، وهذا نموذج الدور الحقيقي لشباب اليوم. نحن نعلم أن عملائنا يقدرونها، ونحن نتطلع إلى الكشف لهم عن التمثال».

## روابط خارجية
- كاري أندروود على موقع IMDb (الإنجليزية)
- كاري أندروود على موقع الموسوعة البريطانية (الإنجليزية)
- كاري أندروود على موقع ألو سيني (الفرنسية)
- كاري أندروود على موقع ميوزك برينز (الإنجليزية)
- كاري أندروود على موقع رولينغ ستون (الإنجليزية)
- كاري أندروود على موقع أول موفي (الإنجليزية)
- كاري أندروود على موقع بوكس أوفيس موجو (الإنجليزية)
- كاري أندروود على موقع قاعدة بيانات الأفلام السويدية (السويدية)
- كاري أندروود على موقع إن إن دي بي (الإنجليزية)
- كاري أندروود على موقع أول ميوزيك (الإنجليزية)